# Дискография Славы КПСС
Дискография Славы КПСС, участника группы «Ежемесячные», также известного как Гнойный, Соня Мармеладова, Валентин Дядька, Бутер Бродский, Воровская Лапа, Очень Приятный Гремлин, Костя Гребень, Замайский Жук, Птичий Пепел, Глеб Минёхин и другими псевдонимами (настоящее имя Вячеслав Машнов, также известен как Карелин), включает в себя несколько музыкальных альбомов, множество EP, сборники, синглы, микстейпы и совместные работы.

## Студийные альбомы
| Год выпуска | Псевдоним       | Название                           | Комментарий                                     |
| ----------- | --------------- | ---------------------------------- | ----------------------------------------------- |
| 2017        | Слава КПСС      | «Чай вдвоём»                       | Совместно с Aux                                 |
| 2017        | Слава КПСС      | «Солнце мёртвых»                   |                                                 |
| 2018        | Слава КПСС      | «Взрослая танцевальная музыка»     |                                                 |
| 2018        | Слава КПСС      | «Оверхайп»                         | Совместно с Замаем                              |
| 2018        | Слава КПСС      | «Оверхайп 2»                       | Совместно с Замаем                              |
| 2018        | Слава КПСС      | «Оверхайп 3»                       | Совместно с Замаем                              |
| 2020        | Солома          | «Квартирник #0лайков»              | В составе группы «Солома»                       |
| 2020        | Слава КПСС      | «Чудовище погубившее мир»          |                                                 |
| 2020        | Солома          | «Квартирник в 222»                 | В составе группы «Солома»                       |
| 2021        | Валентин Дядька | «Океан извинений»                  | Совместно с Povalishin Division                 |
| 2021        | Солома          | «Письмо незнакомки»                | В составе группы «Солома»                       |
| 2021        | Воровская Лапа  | FreeHova                           |                                                 |
| 2022        | Валентин Дядька | «Красота и юродство»               | Кавер на альбом Oxxxymiron «Красота и уродство» |
| 2022        | Валентин Дядька | Suspicious Teenage Music           |                                                 |
| 2023        | Soloma          | Pytka Avangardom                   |                                                 |
| 2023        | Глеб Минёхин    | «Людофобы»                         | Совместно с Раулем Нанаяном (Артём Моргунов)    |
| 2023        | Слава КПСС      | «Горгород 2»                       | Сиквел к альбому Oxxxymiron «Горгород»          |
| 2023        | Три дня говна   | «Геометрия кала»                   | Пародия на творчество группы «Три дня дождя»    |
| 2023        | Слава КПСС      | «Любимые песни настоящих людей»    | Сборник «реворков» старых песен                 |
| 2023        | Воровская Лапа  | «Сияние лапы»                      |                                                 |
| 2024        | Валентин Дядька | «Застольные психоделические песни» |                                                 |
| 2024        | Слава КПСС      | «Россия34»                         |                                                 |
| 2024        | Слава КПСС      | «Россия24»                         |                                                 |
| 2025        | Слава КПСС      | «Россия14»                         | Сборник «реворков» старых песен                 |

### В составе группы «Ежемесячные»
- 2013 — «Проснулась с ежемесячными»
- 2025 — «Короли Абстракта VI»
- 2025 — «Призраки Фантьета»

## Мини-альбомы
| Год выпуска | Псевдоним         | Название                          | Комментарий                                                         |
| ----------- | ----------------- | --------------------------------- | ------------------------------------------------------------------- |
| 2012        | Слава КПСС        | «Ежемесячные»                     | Совместно со Светло                                                 |
| 2013        | Бутер Бродский    | «Пих-пох»                         |                                                                     |
| 2014        | Бутер Бродский    | «КатафалкА»                       |                                                                     |
| 2015        | Валентин Дядька   | «Детская танцевальная музыка»     |                                                                     |
| 2015        | Валентин Дядька   | «Моим евреям»                     |                                                                     |
| 2016        | Бутер Бродский    | «Русское поле»                    |                                                                     |
| 2016        | Воровская лапа    | «За того парня»                   |                                                                     |
| 2016        | Слава КПСС        | «Трудно быть с Богом»             |                                                                     |
| 2017        | Слава КПСС        | «Комар-Парижанин»                 |                                                                     |
| 2018        | Слава КПСС        | Rare Gods 3                       | Совместно с Джигли                                                  |
| 2018        | Big Baby Prilepin | «Donbassborn»                     | Пародия на альбом Big Baby Tape «Dragonborn»                        |
| 2019        | Слава КПСС        | «Бутер Бродский»                  |                                                                     |
| 2020        | Глеб Минёхин      | «Голубицк»                        | Совместно с Раулем Нанаяном (Артём Моргунов)                        |
| 2020        | Глеб Минёхин      | «Гейгород: Рождественская смазка» | Совместно с Раулем Нанаяном (Артём Моргунов)                        |
| 2021        | Слава КПСС        | «Lil Бутер»                       |                                                                     |
| 2022        | Валентин Дядька   | «Две девочки»                     |                                                                     |
| 2022        | Слава КПСС        | «Бутер Бродский 2»                |                                                                     |
| 2025        | Слава КПСС        | «Россия14»                        | Первоапрельский альбом, который не вышел на музыкальных стримингах. |

### В составе группы «Ежемесячные»
- 2012 — «Ночное красноречие»
- 2012 — «Скрытое Течение»
- 2012 — «Последний день цикла»
- 2012 — «По кочкам, пездам и хуям»
- 2013 — «Только для ужаленных»
- 2013 — «Скоросшиватели тонких материй»
- 2013 — Javiash 28 (Ejemesyachnie совместно с Potokspama)
- 2013 — «Раскраска для бона»
- 2014 — «Откровение» (совместно с Вандальский)
- 2014 — Plotnoe (Ejemesyachnie совместно с Potokspama)
- 2014 — «Короли абстракта»
- 2014 — «Наркотики и Клубы»
- 2014 — «Лимбо»
- 2014 — «Тень Спайса»
- 2014 — «В стране забытых интроконцентратов»
- 2014 — «Возьми на релиз»
- 2014 — «Четыре Имени Шестипалого»
- 2014 — «Помни корни — фитуй с Андреем»
- 2015 — RIP CJ
- 2015 — «Короли абстракта. Second chamber»
- 2015 — «Система медузы»
- 2015 — Hype-O-Logical 2003
- 2015 — «Другая Система Медузы»
- 2015 — «Третья система Медузы: мы из Балаково»
- 2015 — «Великий северный путь»
- 2015 — «Запахло ёлкой»
- 2016 — «Тхэквон-До»
- 2016 — «Тридцать тысяч плюх под землей»
- 2016 — «Три петуха и милость Мирты»
- 2016 — «Арабская весна»
- 2016 — «Короли Абстракта 3»
- 2016 — «Ёжики на лето»
- 2016 — «Путем паркура и тектоника»
- 2016 — Kallo Party '84
- 2016 — «Мы из Левашово»
- 2016 — Necroposting
- 2016 — Kobraganza (совместно с Booker)
- 2016 — SantaWeedHQ
- 2017 — «Месть Дерсу Узала»
- 2017 — «Мурманская калькуляция» (совместно с MF Док)
- 2017 — «Классические кваксы»
- 2018 — «Чармилион и Чармондер»
- 2018 — «Новая Лошкадка»
- 2018 — «Короли Абстракта 4»
- 2018 — «МЫ ИЗ ГАРДЕРОБА»
- 2018 — «Пионербол»
- 2018 — «рыбы и змеи»
- 2019 — «500 дней без Еже»
- 2020 — «Короли Абстракта 5: Новая искренность»
- 2020 — «Автотюновая тюрьма»
- 2020 — «Обезьяна в море»
- 2021 — «Личное непубличное»
- 2021 — «Лжекороли абстракта»
- 2021 — «Школа фристайла» (feat. FirstFeel)
- 2022 — «Grimerka EP»
- 2022 — «Пхали господни»
- 2023 — «Монго»
- 2024 — «Родничок»
- 2025 — «Короли Абстракта VI»
- 2025 – «Призраки Фантьета»

## Микстейпы
| Год выпуска | Имя             | Название                                | Комментарий           |
| ----------- | --------------- | --------------------------------------- | --------------------- |
| 2015        | Слава КПСС      | «#Немимохайпамикстейп: Вход в Реп Игру» | Совместно с Хан Zamay |
| 2016        | Валентин Дядька | EDM LSP Mix                             |                       |
| 2016        | Слава КПСС      | Hype Train                              | Совместно с Хан Замай |
| 2019        | Слава КПСС      | «Оттенки барда»                         |                       |
| 2020        | Слава КПСС      | Rare Gods 4                             | Совместно с Джигли    |
| 2021        | Слава КПСС      | Antihypetrain                           | Совместно с Замай     |
| 2022        | Слава КПСС      | «Ангельское True»                       |                       |

## Сборники
| Год выпуска | Имя                    | Название                                               | Комментарий                                                                                |
| ----------- | ---------------------- | ------------------------------------------------------ | ------------------------------------------------------------------------------------------ |
| 2014        | «Ежемесячные»          | Unreleased & B-Sides vol 1 (2011—2014)                 |                                                                                            |
| 2016        | «Колхоз имени Чонкина» | «Все раунды (2015—2016)»                               | Слава КПСС, Замай, Петрик Путяха, Саша Маставой, Мц Лучник                                 |
| 2016        | Различные исполнители  | «Желаю поскорее сбыться твоему смертному приговору»    | YUNGRUSSIA tribute. Hosted by Dj Овсянкин                                                  |
| 2016        | Различные исполнители  | #SLOVOSPB Mixtape Vol.1                                | Микстейп представителей #SlovoSPB                                                          |
| 2017        | Валентин Дядька        | «Дибуны»                                               | Live                                                                                       |
| 2017        | Слава КПСС             | Bootleg vol. 1                                         |                                                                                            |
| 2017        | Слава КПСС             | «Солнце мёртвых (Screwed & Chopped by Ioann Bogoslow)» | Ремикс альбома                                                                             |
| 2018        | Различные исполнители  | «Это я — рэп»                                          | St1m tribute                                                                               |
| 2019        | Различные исполнители  | «Без меня»                                             | Трибьют Егора Летова                                                                       |
| 2019        | Слава КПСС             | «Демки за которые не заплатили»                        | Сборник демо-версий рекламных треков, по тем или иным причинам не принятых рекламодателями |
| 2020        | Слава КПСС             | Bootleg vol. 2                                         |                                                                                            |

## Синглы

### Как сольный исполнитель
| Год  | Псевдоним                   | Название                                                                                 | Альбом                                  |
| ---- | --------------------------- | ---------------------------------------------------------------------------------------- | --------------------------------------- |
| 2012 | Слава КПСС                  | «Далеко за горизонт»                                                                     | Сингл                                   |
| 2013 | Очень приятный гремлин      | «Промо к подпольному бателу»                                                             | Сингл                                   |
| 2013 | Бутер Бродский              | «Пих-пох»                                                                                | «Пих-пох»                               |
| 2013 | Бутер Бродский              | «Топинамбур»                                                                             | Сингл                                   |
| 2013 | Бутер Бродский              | «Илюзионист»                                                                             | Сингл                                   |
| 2013 | Слава КПСС                  | «I Don’t Like Pravyh Petuhov» (Remix by DJ Trockij; feat. МС Мажор, Хуй копыто)          | Сингл                                   |
| 2013 | Слава КПСС                  | «Наигранная грусть» (feat. Бабачёк, Тхлен, Риталити)                                     | Сингл                                   |
| 2013 | Слава КПСС                  | «Родина» (feat. Кропаль)                                                                 | Сингл                                   |
| 2013 | Бутер Бродский              | «Бульвинкль»                                                                             | Сингл                                   |
| 2013 | Бутер Бродский              | «Алхимия»                                                                                | Сингл                                   |
| 2013 | Бутер Бродский              | «Боярский» (feat. Недыхание ненас)                                                       | Сингл                                   |
| 2013 | Бутер Бродский              | «Джунгли зовут»                                                                          | Сингл                                   |
| 2013 | Слава КПСС                  | «Ваших мам заюзал»                                                                       | Сингл                                   |
| 2013 | Бутер Бродский              | «Зима, привет»                                                                           | Сингл                                   |
| 2013 | Бутер Бродский              | «0лик» (feat. Гексмалыш, Galafo, Вандальский)                                            | «КатафалкА»                             |
| 2014 | Бутер Бродский              | «Выходные» (feat. Саша Дискотека)                                                        | Сингл                                   |
| 2014 | Бутер Бродский              | «Летник»                                                                                 | Сингл                                   |
| 2014 | Бутер Бродский              | «Кайфоград»                                                                              | Сингл                                   |
| 2014 | Бутер Бродский              | «Я люблю шмаль!»                                                                         | Сингл                                   |
| 2014 | Бутер Бродский              | «В каждой минуте» (feat. Гексмалыш)                                                      | Сингл                                   |
| 2014 | Бутер Бродский              | «Городки» (feat. Чейnи)                                                                  | Сингл                                   |
| 2015 | Валентин Дядька             | «Я полюбил аутиста»                                                                      | Сингл                                   |
| 2015 | Слава КПСС                  | «Отдыхайте в Крыму!» (feat. Замай)                                                       | «#НЕМИМОХАЙПАМИКСТЕЙП: Вход в реп игру» |
| 2015 | Слава КПСС                  | «Бытиё есть панчлайн» (feat. Замай, Вандальский)                                         | «#НЕМИМОХАЙПАМИКСТЕЙП: Вход в реп игру» |
| 2015 | Слава КПСС                  | «Dunadun»                                                                                | Сингл                                   |
| 2015 | Валентин Дядька             | «Ты думал я опопсел?» (Oxxxymiron cover)                                                 | «Моим евреям»                           |
| 2015 | Валентин Дядька             | «Я хейтер» (Oxxxymiron cover)                                                            | «Моим евреям»                           |
| 2015 | Слава КПСС                  | «Канифоль»                                                                               | Сингл                                   |
| 2015 | Слава КПСС                  | «Звенигородский фристайл»                                                                | Сингл                                   |
| 2015 | Валентин Дядька             | «Не пачкай мои зубы»                                                                     | Сингл                                   |
| 2015 | Уличный МО                  | «❤❤❤ КАРИНА ❤❤❤»                                                                         | Сингл                                   |
| 2015 | Слава КПСС                  | «Grime Ting» (feat. Killklik)                                                            | Сингл                                   |
| 2016 | Валентин Дядька             | «Отряд не заметил потерю бойца»                                                          | Сингл                                   |
| 2016 | Валентин Дядька             | «Мой лучший друг»                                                                        | Сингл                                   |
| 2016 | Слава КПСС                  | «Шувалов Павел»                                                                          | Сингл                                   |
| 2016 | Слава КПСС                  | «Г.Рубчинский» (RapMix 3.0) (feat. Замай, Монеточка, СД, Booker, Zoo in Space)           | Hype Train Mixtape                      |
| 2016 | Слава КПСС                  | «У Ногганы много ног»                                                                    | Сингл                                   |
| 2016 | Слава КПСС                  | «Улица правды» (feat. Хуй копыто)                                                        | Сингл                                   |
| 2016 | Валентин Дядька             | «Девочка-Версус»                                                                         | Сингл                                   |
| 2016 | Валентин Дядька             | «Берег красный, берег белый»                                                             | Сингл                                   |
| 2016 | Слава КПСС                  | «12 мая»                                                                                 | Сингл                                   |
| 2016 | Слава КПСС                  | «Могилы»                                                                                 | Сингл                                   |
| 2016 | Слава КПСС                  | «Versus Zoo»                                                                             | Сингл                                   |
| 2016 | Слава КПСС                  | «Grime в России» (feat. Замай & Redo)                                                    | Hype Train Mixtape                      |
| 2016 | Слава КПСС                  | «В футболке Бабангида» (feat. Замай, Овсянкин)                                           | Hype Train Mixtape                      |
| 2016 | Слава КПСС                  | «Hype Train Promo»                                                                       | Сингл                                   |
| 2016 | Соня Мармеладова            | «Скумбрия Love»                                                                          | Сингл                                   |
| 2016 | Слава КПСС                  | «Не найдете» (feat. Овсянкин)                                                            | Сингл                                   |
| 2016 | Слава КПСС                  | «Герой России»                                                                           | Сингл                                   |
| 2016 | Слава КПСС                  | «Я мечтаю» (Oxxxymiron diss)                                                             | Сингл                                   |
| 2017 | Валентин Дядька             | «Янг Битлз»                                                                              | Сингл                                   |
| 2017 | Слава КПСС                  | «Икар»                                                                                   | «Комар-парижанин»                       |
| 2017 | Слава КПСС                  | «Пидор» (Jubilee diss)                                                                   | Сингл                                   |
| 2017 | Слава КПСС                  | «Маленький Дрейк» (Jubilee diss)                                                         | Сингл                                   |
| 2017 | Слава КПСС                  | «King Ring Freestyle»                                                                    | Сингл                                   |
| 2017 | Валентин Дядька             | «Ну ты Дудь»                                                                             | Сингл                                   |
| 2017 | Валентин Дядька             | «Панелька»                                                                               | Сингл                                   |
| 2017 | Костя Гребень               | «Фристул 2017»                                                                           | Сингл                                   |
| 2017 | Слава КПСС                  | «Шмелиный хайп» (feat. Bumble Beezy)                                                     | «Комар-парижанин»                       |
| 2017 | Валентин Дядька             | «Дедушка ждёт» (СД cover)                                                                | Сингл                                   |
| 2017 | Валентин Дядька             | «Напомни» (Скрипи соver)                                                                 | Сингл                                   |
| 2017 | Министерство хайпа          | «Бабан бы»                                                                               | Сингл                                   |
| 2017 | Валентин Дядька             | «Волчок (Walkie Diss)»                                                                   | Сингл                                   |
| 2017 | Валентин Дядька             | «Охлади мой пыл»                                                                         | Сингл                                   |
| 2017 | Валентин Дядька             | «Свобода»                                                                                | Сингл                                   |
| 2017 | Валентин Дядька             | «Тусовка зайцев» (Remix by DJ Шнуфель)                                                   | Сингл                                   |
| 2017 | Валентин Дядька             | «Кольца, что на мои руках»                                                               | Сингл                                   |
| 2017 | Слава КПСС                  | «Кукушка»                                                                                | Сингл                                   |
| 2017 | Слава КПСС                  | «Всраточка моя» (feat. Джигли)                                                           | Сингл                                   |
| 2017 | Слава КПСС                  | «Владимир Путин»                                                                         | Сингл                                   |
| 2017 | Слава КПСС                  | «Bluntcut» (feat. Jekajio)                                                               | Сингл                                   |
| 2018 | Слава КПСС                  | «Грустные танцы»                                                                         | Сингл                                   |
| 2018 | Валентин Дядька             | «Толстыш (Remix)»                                                                        | Сингл                                   |
| 2018 | Слава КПСС                  | «18 марта»                                                                               | Сингл                                   |
| 2018 | Валентин Дядька             | «Брошенки»                                                                               | Сингл                                   |
| 2018 | Валентин Дядька             | «Кот-абьюзер»                                                                            | Сингл                                   |
| 2018 | Слава КПСС                  | «На др у Тупака» (feat. Джигли, MF Док, Тот Самый)                                       | Сингл                                   |
| 2018 | Слава КПСС                  | «Товарищ Горбачёв» (Гражданская Оборона cover)                                           | Сингл                                   |
| 2018 | Слава КПСС                  | «Comeback» (feat. Никки)                                                                 | Сингл                                   |
| 2018 | Слава КПСС                  | «Я рэп»                                                                                  | Сингл                                   |
| 2018 | Слава КПСС                  | «Где справедливость?» (feat. Джигли, Feduk)                                              | Сингл                                   |
| 2018 | Валентин Дядька             | «Voda»                                                                                   | Сингл                                   |
| 2018 | Валентин Дядька             | «Мы живём в России»                                                                      | Сингл                                   |
| 2019 | Слава КПСС                  | «Егор Летов»                                                                             | «Оттенки барда»                         |
| 2019 | Слава КПСС                  | «Мы из Антихайпа» (feat. Валентин Дядька, Соня Мармеладова, Воровская лапа, Замай, Mr M) | «Оттенки барда»                         |
| 2019 | Слава КПСС                  | «TEKKEN»                                                                                 | «Оттенки барда»                         |
| 2019 | Слава КПСС                  | «Пацаны»                                                                                 | «Оттенки барда»                         |
| 2019 | Слава КПСС                  | «Аниме гангрейв»                                                                         | «Оттенки барда»                         |
| 2019 | Слава КПСС                  | «Что же будет»                                                                           | Сингл                                   |
| 2019 | Валентин Дядька             | «Отряд не заметил потери говна..»                                                        | Сингл                                   |
| 2019 | Слава КПСС                  | «FACEFVCK»                                                                               | «Оттенки барда»                         |
| 2019 | Слава КПСС                  | «Гоголев»                                                                                | Сингл                                   |
| 2019 | Валентин Дядька             | «Еби, пляши! (Кубок МЦ Dance Bars)»                                                      | Сингл                                   |
| 2019 | Слава КПСС                  | «Бабушка Жена» (feat. Povalishin Division)                                               | Сингл                                   |
| 2019 | Слава КПСС                  | «Не твой бумажный пакет» (Хаски Antibullying Diss) (feat. Овсянкин)                      | Сингл                                   |
| 2019 | Слава КПСС                  | «Cuckoldini»                                                                             | Сингл                                   |
| 2020 | Слава КПСС                  | «R.I.P Kobe»                                                                             | Сингл                                   |
| 2020 | Валентин Дядька             | «Самоизоляция (CoVid-19 прикол)»                                                         | Сингл                                   |
| 2020 | Валентин Дядька             | «Потец (на стихи Введенского)»                                                           | Сингл                                   |
| 2020 | Слава КПСС                  | «Буду как Morgenshtern»                                                                  | Сингл                                   |
| 2020 | Слава КПСС                  | «Белые ночи»                                                                             | Сингл                                   |
| 2020 | Валентин Дядька             | «Gnom Gnomich Psychedelic»                                                               | Сингл                                   |
| 2020 | Слава КПСС                  | «Губернатор»                                                                             | Сингл                                   |
| 2020 | Слава КПСС                  | «10 новых»                                                                               | Сингл                                   |
| 2020 | Валентин Дядька             | «Ass Do You Love Me»                                                                     | Сингл                                   |
| 2020 | Слава КПСС                  | «Соцсети»                                                                                | Сингл                                   |
| 2020 | Слава КПСС                  | «Сезонное»                                                                               | Сингл                                   |
| 2020 | Слава КПСС                  | «Smoke Mom’s Paces»                                                                      | Сингл                                   |
| 2020 | Слава КПСС                  | «Чучело»                                                                                 | «Чудовище погубившее мир»               |
| 2020 | Валентин Дядька             | «НВГДН» (feat. Стереополина)                                                             | Сингл                                   |
| 2021 | Валентин Дядька             | «Фемдом» (feat. Povalishin Division)                                                     | «Океан извинений»                       |
| 2021 | Валентин Дядька             | «ТикТок Частушка»                                                                        | Сингл                                   |
| 2021 | Воровская лапа              | «Morgenshtern — Million Rubles Diss»                                                     | Сингл                                   |
| 2021 | Воровская лапа              | «Dream Team House Diss» (feat. Молодой Бишкек)                                           | Сингл                                   |
| 2021 | Слава КПСС                  | «Жертва (Oxxxymiron diss)»                                                               | Сингл                                   |
| 2021 | Слава КПСС                  | «Солнце» (OST Струны)                                                                    | Сингл                                   |
| 2021 | Слава КПСС                  | «Неизданный куплет»                                                                      | Сингл                                   |
| 2021 | Валентин Дядька             | «Хасбики»                                                                                | Сингл                                   |
| 2021 | Валентин Дядька             | «Говорят Чо (lovv66 cover)»                                                              | Сингл                                   |
| 2021 | Валентин Дядька             | «Onlyfans Paradise»                                                                      | Сингл                                   |
| 2022 | Валентин Дядька             | «Новый гимн РФ»                                                                          | Сингл                                   |
| 2022 | Слава КПСС                  | «Абрау-Дюрсо»                                                                            | «Ангельское True»                       |
| 2022 | Валентин Дядька             | «Хардбасс для Жириновского (R.I.P)»                                                      | Сингл                                   |
| 2022 | Слава КПСС                  | «ATLANTIDA 2» (feat. Джигли)                                                             | Сингл                                   |
| 2022 | Слава КПСС                  | «Пост-взрослый»                                                                          | «Ангельское True»                       |
| 2022 | Слава КПСС                  | «Завтра»                                                                                 | «Ангельское True»                       |
| 2022 | Слава КПСС                  | «Шизодискотека» (feat. DK)                                                               | «Ангельское True»                       |
| 2022 | Валентин Дядька             | «Вероника Степанова»                                                                     | Сингл                                   |
| 2022 | Валентин Дядька             | «Pregnant in Slam»                                                                       | Сингл                                   |
| 2022 | Слава КПСС                  | «Mike Killer»                                                                            | «Ангельское True»                       |
| 2022 | Слава КПСС                  | «РКН» (feat. Pyrokinesis)                                                                | «Ангельское True»                       |
| 2022 | Слава КПСС                  | «Гав-Гав» (feat. Lida)                                                                   | «Ангельское True»                       |
| 2022 | Валентин Дядька             | «Всегда можно»                                                                           | Сингл                                   |
| 2022 | Слава КПСС                  | «Eminem Show»                                                                            | «Ангельское True»                       |
| 2022 | Валентин Дядька             | «Подментованный кот»                                                                     | Сингл                                   |
| 2022 | Валентин Дядька             | «Не насильник»                                                                           | Сингл                                   |
| 2022 | Глеб Минёхин и Рауль Нанаян | «Jorj Rovals II»                                                                         | Сингл                                   |
| 2022 | Слава КПСС                  | «Ядерный Титбит» (feat. Да Ст, СД)                                                       | Сингл                                   |
| 2022 | Слава КПСС                  | «Гачи» (feat. Slivko)                                                                    | Сингл                                   |
| 2022 | Слава КПСС                  | «Super Ex»                                                                               | «Ангельское True»                       |
| 2022 | Слава КПСС                  | «Стас, Ай Как Просто»                                                                    | «Ангельское True»                       |
| 2022 | Валентин Дядька             | «Суперрептилоид» (Мэйби Бэйби cover)                                                     | «SUSPICIOUS TEENAGE MUSIC»              |
| 2022 | Слава КПСС                  | «Биография»                                                                              | «Ангельское True»                       |
| 2023 | Воровская Лапа              | «NEW YEAR DETROIT»                                                                       | Сингл                                   |
| 2023 | Валентин Дядька             | «Теперь ты в армии»                                                                      | Сингл                                   |
| 2023 | Валентин Дядька             | «Ссаные реперы»                                                                          | Сингл                                   |
| 2023 | Слава КПСС                  | «Гёрловый период» (feat. Skurt)                                                          | Сингл                                   |
| 2023 | Слава КПСС                  | «Обоссаные Дыни» (feat. Паша Техник)                                                     | Сингл                                   |
| 2023 | Валентин Дядька             | «Стадионный Стадион Стадионов (GSPD)»                                                    | Сингл                                   |
| 2023 | Слава КПСС                  | «Сказка необратимой смерти»                                                              | Сингл                                   |
| 2023 | Валентин Дядька             | «Я понимаю Букера»                                                                       | Сингл                                   |
| 2023 | Валентин Дядька             | «Слово Пацана. Кровь на асфальте (саундтрек)»                                            | Сингл                                   |
| 2023 | Слава КПСС                  | «Шлёпа и Чмоня» (feat. Плакин М.)                                                        | Сингл                                   |
| 2024 | Слава КПСС                  | «СТАРАЯ ПАНК ВОЛНА» (feat. mzlff)                                                        | Сингл                                   |
| 2024 | Валентин Дядька             | «Старина Mellstroy»                                                                      | Сингл                                   |
| 2024 | Слава КПСС                  | «Броневик» (feat. Птаха)                                                                 | Сингл                                   |
| 2024 | Слава КПСС                  | «Неприговор» (feat. Мутант Ъхвлам)                                                       | Сингл                                   |
| 2024 | Валентин Дядька             | «Котик на заводе» (feat. ФРИК ПАТИ)                                                      | Сингл                                   |
| 2024 | Слава КПСС                  | «LAZER SLAVA» (feat. OG Buda)                                                            | Сингл                                   |
| 2024 | Слава КПСС                  | «IntroFreestyle2024»                                                                     | «Россия34»                              |
| 2024 | Слава КПСС                  | «FreeRioTypeIntro (RZT 3.0 Diss)»                                                        | «Россия24»                              |
| 2025 | Слава КПСС                  | «Rolls Royce Phantom» (feat. Skurt, mzlff)                                               | Сингл                                   |
| 2025 | Воровская лапа              | «Русское народное R'n'B» (feat. 22 РАЗА)                                                 | Сингл                                   |
| 2025 | Воровская лапа              | «Корень солодки» (feat. Колян Борян, human Being, МЦ Лучник)                             | Сингл                                   |
| 2025 | Слава КПСС                  | «Россия42» (feat. 5opka)                                                                 | Сингл                                   |
| 2025 | Слава КПСС                  | «это панк рок» (feat. Серега Пират)                                                      | Сингл                                   |
| 2025 | Три дня говна               | «Я не верю ей»                                                                           | Сингл                                   |
| 2025 | Слава КПСС                  | «Невыносимо» (feat. mzlff)                                                               | Сингл                                   |

### Как приглашенный исполнитель
- 2011 — 5Колонна (DAC) — «По течению»
- 2012 — Светло — «Под авторитарной плитой»
- 2012 — Недыхание ненас — «Агитация пессимизма» (альбом «Добро»)
- 2013 — Кореш — «Абстрактный рифмодроч»
- 2014 — Хитрец(CBM) — «Вспомни»
- 2014 — Замай — «Национал-коммунизм» (альбом «Молодость не жизнь»)
- 2014 — Замай — «Чип & Дейл» feat. Саша Дискотека (альбом «Rep Gad»)
- 2015 — Овсянкин — «Галитозное возвращение»
- 2016 — Lokos — «Руди»
- 2017 — Замай — «Время грязного хайпа» feat. Rickey F (альбом «Из замка в замок»)
- 2017 — Ленина Пакет — «Плохие белые» (альбом Tape)
- 2017 — D.Masta — «Струя» feat. СД (альбом Crack Tape III)
- 2017 — Овсянкин — «Переживаю тяготы»
- 2017 — Овсянкин — «Lola Taylor» feat. Unda Scope, Young P&H, Замай, СД, Stephan Pie, Найтивыход
- 2017 — Джигли — «На гусиной свадьбе»
- 2017 — СД — «Канделаки» feat. Booker, MF Док, Да Ст, ИNҡҡи (альбом Mixtape King Vol. 3)
- 2018 — Тот Самый — «Пиздец»
- 2018 — Овсянкин — «Откат в 90-е» feat. Трагедия всей жизни, ОВЩ
- 2018 — СД — «Деньги от Кристины Потупчик»
- 2019 — Овсянкин — «Суицида больше нет»
- 2019 — Obladaun — «Хочу к еде» (Егор Натс RMX) feat. Stephan Pie, CMH, ARBZK, Paradigmer
- 2020 — FirstFeel — «CO-MIX2K20» feat. Booker, КлоуКома, SNK, Совергон, Lowlife, Stephan Pie, Mediynayablad, Plavnck, Золотое перо, N.Masteroff, RAY-D, Red Lamp, K8MAFFIN
- 2020 — nazlo — «Истории»
- 2021 — Lida — «Панки Хой, Горшок Живой»
- 2022 — Chonyatsky — «На ветру»
- 2022 — Lida — «Шерстяное худи» feat. Джарахов, DK, Замай
- 2022 — Slivko — «Гачи»
- 2022 — Альбина Сексова — «Пожуй Говна»
- 2022 — Да Ст — «Ядерный титбит» feat. СД
- 2022 — FirstFeel, Warab — «Албания» feat. Booker, Kid Sole, Мастридер
- 2022 — GOKILLA — «ПОМЕНЯЛ»
- 2023 — Yung Trappa — «SNOW MAFIA» feat. Пика, D.masta, Цепі
- 2024 — Slava Marlow — «Все будет нормально»

### В составе группы «Ежемесячные»
- 2016 — «Варшавская лакомка» (макси-сингл)
- 2017 — «Это не месячные» feat. Оля Серябкина
- 2017 — «Easy Come Easy Go» feat. Gokilla, Jekajio
- 2018 — «Порох розовый»
- 2018 — «В замке скуластого короля»
- 2020 — «Крючок» feat. FirstFeel

### В составе группы «Трагедия всей жижи»
- 2013 — «Дочъ Пахома»

### В составе группы «Кохины какахины» (Слава КПСС и Саша Дискотека)
- 2016 — «И пришел пылесос»
- 2016 — «Тоже являются частью вселенной»

### В составе объединения «Ренессанс»
- 2017 — «Gang Bang Diss»

## Участие на релизах

### Слава КПСС
- 2014 — Замай — Rep Gad («Чип & Дейл»)
- 2014 — Замай — «Молодость не жизнь» («Национал-коммунизм» feat. Вандальский)
- 2016 — NoLim а.к.а. Урбанист — «Реверс» («Валгалла»)
- 2016 — Alx Beats — Craptape («Свежий зашквар» feat. Букер Д. Фред)
- 2016 — Warner — Flow Music («Мёртвые звёзды» feat. Замай)
- 2016 — Замай — «Лучшее» («Grime Hate»)
- 2016 — Ленина Пакет — The Tape («Плохие белые 2» feat. MaѕӀёnock, Хвойный, Саша Скул, Дима Гусев, СД)
- 2017 — Zloi Negr — «Zloi Путь» («Струя»)
- 2017 — Booker — Hurrt Tape («Ready»)
- 2017 — СД — «Нормальная тема» («Компромисс» feat. Замай, Тот Самый Коля, «Суперприз» feat. Booker)
- 2017 — Ваня Светло — «Мягкая лапа смерти» («покидаю офис»)
- 2017 — Овсянкин и Смешарик — «Очередь в сельпо» («В память о дяде Юре» feat. Unda Scope, вБЕНЗИНЕестьОБЛАКА, Ваня Айван, Ваня Светло, Пикуль)
- 2017 — Zloi Negr — «#Путьструи»
  - D.Masta — «Струя, Ч. 1» feat. СД (Remix)
  - D.Masta — «Струя, Ч. 2» feat. СД (Remix)
  - D.Masta — «Струя» feat. СД
  - D.Masta — «Струя» feat. Майти Ди, Гига1, СД, Хип-Хоп Одинокой Старухи, Замай, Лёха Медь
- 2017 — D.Masta & Zloi Negr — Crack Tape III («Струя»)
- 2017 — Замай — «Из замка в замок» («Время грязного хайпа» feat. Rickey F)
- 2017 — Овсянкин — Facesitting («Я люблю Gucci и Ваню Дрёмина» feat. Dead Rave)
- 2017 — СД — Mixtape King Vol. 3
  - «Ренессанс» feat. Aux, Тот Самый, Monk, Booker, MF Dok, Замай, Тимыч, ИNҡҡи, Да Ст, Вири Альди, Unda Scope, MF Orange, Fallen MC, Джиглипуф
  - «Жесть он крут» feat. Young P&H, Bumble Beezy, Booker
  - «Канделаки» feat. Да Ст, ИNҡҡи, Booker, MF Dok
  - «Da B.o.m.b.» feat. Aux, Да Ст, Замай, MF Dok
  - «Моя Диана Longmix» feat. Замай, MF Dok, Вири Альди
  - «Аннунак» feat. Вири Альди, Stemp, Замай, Booker, MF Dok, Да Ст & Aux
  - «MC» feat. Booker
  - «Вэйп вэйп вэйп Remix» feat. Тимыч, Да Ст, Вири Альди, Ваня Мак
  - «Замай» feat. Booker, Вири Альди, Fallen MC, Тот Самый
- 2017 — Смоки Мо & Zloi Negr — «Доспехи Бога 2» («Пыл» feat. King Mozi, Murovei, D.Masta, Пика, «Молодые хайпожоры» feat. Дуня, СД)
- 2017 — Да Ст — «Движ» («Кровью и потом»)
- 2018 — СД — Mixtape King Vol. 3,5 («В палёном Антихайпе» feat. DK)
- 2018 — Booker — «Дурак и молния» («Мастер Капюшон»)
- 2018 — Schokk — Para («Янг Яип»)
- 2018 — Джигли — «Я проблема» («Мы крутим в углу»)
- 2018 — сборник «Это я — рэп» («Я рэп»)
- 2019 — Zloi Negr — Release («Алешка Карамазов»)
- 2019 — СД & Замай — Primo Europeo («Горец»)
- 2019 — Umusic — «Без меня. Трибьют Егора Летова» («Вселенская большая любовь»)
- 2019 — Джигли — «Что-то более уродливое чем ты сам» («МБА», «Пузи-пули» feat. lil puz1)
- 2019 — СД — «СДСДСД» («Эминем»)
- 2020 — Аппроксимация — «Называйте как хотите» («Называйте как хотите»)
- 2020 — Да Ст — ADHD («Девочка-клад»)
- 2020 — Замай — Ne Andrey
  - «Вичхаус лобня 3» feat. МЦ Лучник
  - «Фантом» feat. Катровасер
  - «Восток» feat. СД
- 2020 — Date Rape Drug — PTSD LAIKA («Ichi»)
- 2020 — Шляпа Шаляпина — «Сосунки» («Отходняк», «Рай» feat. Артём Моргунов)
- 2020 — Мак Скири — «Частный сектор» («Новосибирский грайм»)
- 2020 — СД & ST1M — «Аггро 2.0»
  - «Вальс» feat. Замай
  - «Чёрный бумер» feat. Замай
- 2020 — Овсянкин — «Патрули 5 лет вони» («Так крошится печенье» feat. Полумягкие)
- 2021 — Chonyatsky — «Просушка+» («Зима»)
- 2021 — Замай — Lost Tapes 2 («Что было дальше diss»)
- 2021 — Lida — «Музло из гаражей» («Панки Хой, Горшок Живой»)
- 2021 — Booker — «Выбери жизнь» («Суета»)
- 2021 — МЦ Лучник — «Горьгород» («Вичхаус Лобня 4» feat. Замай)
- 2021 — GSPD — «Старые песни о главном» («Комар-парижанин»)
- 2022 — Chonyatsky — «1 2 3 жопа» («На ветру»)
- 2022 — Lida — «Легкий способ бросить долги» («Шерстяное худи» feat. DK, Замай)
- 2022 — Lida — «Это последнее EP перед фитом с Моргенштерном» («Смокиш»)
- 2022 — GOKILLA — The King of Deathmatch («ПОМЕНЯЛ»)"
- 2023 — CMH — ANTIWRLD («Сэлфхарм»)
- 2023 — Metox — Мухоморье («Ну Типа» feat. Shmara)
- 2023 — Артём Моргунов — «Собачьи годы»
  - «Вайфу»
  - «Лену»
  - «Стал старым» feat. Замай
- 2023 — Замай — Lost Tapes 3
  - «ANTIHYPETRAIN 2» feat. рудбой, Thilo B
  - «Мем»
  - «Дольче Габана»
  - «Русский трэп»
  - «300 лет подряд»
  - «Мы русские с нами Боб»
  - «ДДТ»
  - «Муха»
  - «СТОПМОХ»
  - «Петар Мартич»
  - «Солдат»
- 2024 — Антоха MC — «Шик Мола» («Воздушный змей»)
- 2024 — Sector — «Готический рэп II» («ВАЛОРАНТ (pyrokinesis diss)»)
- 2024 — i61 — STORY TELL («INTERNET»)
- 2024 — Замай — Lost Tapes 3 (Deluxe)
  - «Я — дрилл» feat. СД, ST1M
  - «ANTIHYPETRAIN 2» feat. рудбой, Thilo B
  - «Мем»
  - «ДДТ»
  - «300 лет подряд»
  - «Петар Мартич» feat. СД
  - «Солдат»
- 2024 — mzlff — «светлая сторона» («hatecore» feat. CMH)
- 2024 — Booker — «КАЧ» («GDE PAPA LONGMIX» feat. CMH, mzlff)
- 2025 — OG Buda — SZN («6»)
- 2025 — CMH — KILL THIS ALBUM («АУТБРЭЙК»)
- 2025 — Плакин М., Воскресная школа — «Малый Юс» («Вичхаус», «Потрачено»)
- 2025 — MUROVEI, DJ Cave — FIRMAA 3 («ДОЖДЬ И ПИСТОЛЕТ»)
- 2025 — Джарахов — «Эл» («ЭЙ КАРЛИК»)
- 2025 — маломира — «настроение пострадать» («мама»)
- 2025 — 163onmyneck, Polyana — «Ойкумена 2» («Кино»)
- 2025 — Mirèle — «Тревожный тип привязанности» («Бессоница»)

### Соня Мармеладова
- 2016 — #SLOVOSPB Mixtape Vol.1 («100 barz (нахуй всех!)»)

### «Ежемесячные»
- 2017 — СД — Mixtape King Vol. 3 («Street Niggaz Flow», «Почему»)

### Lil Bab
- 2019 — МЦ Похоронил — Про Evolution Голик Mixtape («БРЫСЬ!»)

## Видеография
- 2015 — Слава КПСС, Замай & Вандальский — «Бытиё есть Панчлайн»
- 2015 — Хан Zamay & Слава КПСС — «Grime Hate (Oxxxymiron diss)»
- 2015 — Слава КПСС & Чейnи — «#SLOVOSPB»
- 2015 — Соня Мармеладова — «xvtt diss»
- 2015 — Слава КПСС — «Black Stalin»
- 2015 — Валентин Дядька — «Девочка-пипец»
- 2016 — Слава КПСС — «5500»
- 2016 — Замай, Слава КПСС & Zoo in Space — «Антихайп»
- 2017 — Хан Замай & Слава КПСС — «Hypeintro»
- 2017 — Валентин Дядька — «Панелька»
- 2017 — Замай, СД, Слава КПСС & Booker — «Гоша Рубчинский»
- 2017 — Слава КПСС & Хан Замай — «F*ckrap»
- 2017 — Слава КПСС & Хан Замай — «В футболке Бабангида»
- 2017 — Слава КПСС — «Новый Ротшильд»
- 2017 — СД, Слава КПСС, Fallen, Джигли — «Почему»
- 2017 — Слава КПСС — «Владимир Путин»
- 2018 — Слава КПСС — «Грустные Танцы»
- 2018 — Соня Мармеладова — «Соболев Diss Challenge»
- 2018 — Слава КПСС — «Пацанский флекс»
- 2018 — Слава КПСС — «Матильда (Шнуров diss)»
- 2018 — Соня Мармеладова — «No, Thanks (F*uck Fresh Blood)»
- 2018 — Слава КПСС — «Ка-Пэкс»
- 2018 — Хан Замай & Слава КПСС — «Ночная Травма»
- 2018 — Слава КПСС — «Опять надо жить»
- 2018 — Соня Мармеладова — «XXL Freshmens Diss»
- 2019 — Слава КПСС — «Я Буду Петь Свою Музыку Diss»
- 2019 — Слава КПСС — «Духовная Нищанка»
- 2019 — Слава КПСС — «Егор Летов»
- 2019 — Слава КПСС, Валентин Дядька, Соня М, Воровская лапа, Хан Замай & Mr M — «Мы из Антихайпа»
- 2019 — Слава КПСС — «TEKKEN»
- 2019 — Слава КПСС — «Пацаны»
- 2019 — Слава КПСС — «Broke But Cute» & «Brokedead»
- 2019 — Ежемесячные — «Какой-то паукан»
- 2019 — Слава КПСС — «Аниме гангрейв»
- 2019 — Слава КПСС — «Face Diss (Facefvck)»
- 2019 — Слава КПСС — «TOYOTA CRESTA»
- 2019 — Слава КПСС — «Мой генерал»
- 2019 — DK aka LilDanil, Слава КПСС, CMH & Замай — «VSRAP Cypher»
- 2020 — Слава КПСС — «R.I.P Kobe»
- 2020 — FirstFeel, Слава КПСС, Booker, КлоуКома, SNK, Совергон, Lowlife, Stephan Pie, Mediynayablad, Plavnck, Золотое перо, N.Masteroff, RAY-D, Red Lamp, K8MAFFIN — «Самый большой фит в истории»
- 2020 — Слава КПСС — «Буду как Morgenshtern»
- 2020 — Слава КПСС — «Чучело»
- 2020 — Слава КПСС — «Я убью себя»
- 2021 — Lida & Слава КПСС — «Панки Хой, Горшок Живой!»
- 2021 — Chonyatsky feat. Слава КПСС — «Зима»
- 2021 — Хан Замай & Слава КПСС — «Что было дальше diss»
- 2021 — Солома — «Жили были попугаи»
- 2021 — Слава КПСС — «Обезбол»
- 2021 — Хан Замай & Слава КПСС — «Губы»
- 2021 — Воровская лапа & Молодой Бишкек — «Dream Team House Diss»
- 2021 — Слава КПСС & Хан Замай — «Мы работаем на Кремль»
- 2021 — Слава КПСС & Хан Замай — «Дискотека Овсянкин»
- 2021 — Слава КПСС & Хан Замай — «Поминальный свинг»
- 2021 — Хан Замай & Слава КПСС — «Флекс Жана Флейм»
- 2021 — Слава КПСС — «Жертва (Oxxxymiron diss)»
- 2021 — Хан Замай & Слава КПСС — «Двуглавый орёл»
- 2021 — Слава КПСС — «Солнце» (OST Струны)
- 2022 — CMH, Слава КПСС & нексюша — «Частушки»
- 2022 — Lida feat. Джарахов, Слава КПСС, DK, Замай (при уч. Morgenshtern, Pyrokinesis) — «Шерстяное худи»
- 2022 — Слава КПСС — «Mike Killer»
- 2022 — Слава КПСС & Хан Замай — «Пати»
- 2022 — Слава КПСС — «Eminem Show»
- 2022 — Слава КПСС — «Биография»
- 2022 — Слава КПСС & Хан Замай — «Мельтешение жизни»
- 2023 — Воровская лапа — «NEW YEAR DETROIT»
- 2023 — Слава КПСС — «Сказка необратимой смерти»
- 2023 — Воровская Лапа — «Воровская Дора (Клип Взорвал Интернет)»
- 2024 — Слава КПСС — «Катафалка»
- 2024 — Слава КПСС — «Кайфоград»
- 2024 — OG Buda, Слава КПСС — «LAZER SLAVA»
- 2024 — OG Buda, Слава КПСС — «Эстетика Плага»
- 2024 — Слава КПСС — «IntroFreestyle2024»
- 2024 — Booker, CMH, mzlff, Слава КПСС — «GDE PAPA LONGMIX»
- 2024 — Слава КПСС — «Я Остаюсь»
- 2025 — Слава КПСС — «Все псы попадают в рай»
- 2025 — Слава КПСС — «Мне стыдно жить»
- 2025 — Слава КПСС при уч. Маша Hima — «Кристал Кейт»
- 2025 — Слава КПСС X 5opka — «Россия42»

## Мюзиклы
- 2019 — Валентин Дядька (при уч. Валентина Тётька) — «ВИДЬМА»[3]